# إلى أبد الآبدين (أغنية ديمس روسوس)
(بالإنجليزية: Forever and ever)‏ هي أغنية للمغني اليوناني ديميس روسوس، تم إصدارها كأغنية فردية في عام 1973، كتب الأغنية أليك ر. كوستانديوس وستيليوس فلافيانوس، ومن إنتاج ديميس روسوس. هناك أيضًا إصدار باللغة الإسبانية بعنوان "Eternamente".
وصلت الأغنية إلى المركز الأول في بلجيكا والمكسيك، كما وصلت إلى المركز الثاني في هولندا، والمركز الرابع في النمسا، وفي ألمانيا وصلت إلى المركز 26 فقط،أعيد اصدارها في فرنسا عام 2015 لتصعد للمركز 68 فقط.

## كلمات الأغنية
أبدا وأبدا، إلى الأبد ودائما ستكون أنتِ الشخص Ever and ever, forever and ever you'll be the one
الذي يضيء علي مثل شمس الصباح That shines on me like the morning sun
أبدا وأبدا، إلى الأبد ودائما ستكون أنتِ ربيعي Ever and ever, forever and ever you'll be my spring
نهاية قوس قزحي والأغنية التي أغنيها My rainbow's end and the song I sing
خذني إلى أبعد من الخيال Take me far beyond imagination
أنتِ حلمي الذي أصبح حقيقة ، عزائي You're my dream come true, my consolation
أبدا وأبدا، إلى الأبد ودائما ستكون أنتِ حلمي Ever and ever, forever and ever you'll be my dream
سمفونيتي ، لحن حبي أنا My symphony, my own lover's theme
أبدا وأبدا، إلى الأبد ودائما ستكون أنتِ قدري Ever and ever, forever and ever my destiny
سوف أتبعكِ إلى الأبد Will follow you eternally

## وصلات خارجية
http://www.demislegrec.com/anglais/index.html إلى أبد الآبدين (أغنية ديمس روسوس)
https://www.youtube.com/watch?v=EAKxGsHVQ0k إلى أبد الآبدين (أغنية ديمس روسوس)